# إجهاض بالتقطير
الإجهاض بالتقطير أو الإجهاض بالتستيل (بادخال العلاج قطرة قطرة) هو إحدى الطرق النادر اللجوء إليها لإحداث الإجهاض في أواخر الحمل بعد تكون الجنين. يتم عملها عن طريق حقن محلول داخل الرحم.

## الإجراء
يتم عمل الإجهاض بالستيل عبر حقن محلول كيميائي يتكون من محلول ملحي، يوريا أو بروستاغلاندين من خلال البطن إلى داخل كيس الصاء. يتم توسيع عنق الرحم قبل إعطاء الحقنة. تعمل هذه الحقنة والمحلول الكيميائي على إحداث انقباضات في الرحم مما يؤدي إلى طرد الجنين. في بعض الأحيان يستدعي عمل الإجهاض اللجوء إلى التوسيع والكشط لإزالة أي أنسجة متبقية من الجنين. 
الإجهاض بالستيل يتطلب البقاء في المستشفى لمدة تتراوح بين 12 إلى 48 ساعة. إحدى الدراسات وضحت أن الوقت العملية يمكن تقليصه من 29 ساعة إلى 14 ساعة عند استخدام اللامينارية ( جنس من الاعشاب البحرية) في الليلة السابقة للعملية.

## الاستخدام
طريقة الإجهاض بالتستيل اخترعت عام 1934 على يد يوجين أبوريل ‏. كانت من أكثر استعمالا بين الأسابيع ال 16 وال24 من الحمل ولكن معدلات اللجوء إليها إنخفضت بشكل كبير في السنوات الأخيرة. في عام 1968، الإجهاض بالتستيل باستخدام محاليل ملحية شكل نسبة 28% من هذا النوع من العمليات التي عملت في سان فرانسيسكو، كاليفورنيا. في الولايات المتحدة الأمريكية تراجع التستيل داخل الرحم (بجميع أنواعه) من معدل 10.4% إلى 1.7% في عام 1985، وتراجع إلى 0.8% من بين حالات الإجهاض خلال العام 2002، وإلى 0.1% عام 2007.
في عام 1998، قام مركز غوتماشر بعمل استبيان، أرسل إلى مستشفيات أنتاريو، كندا. 9% من هذه المستشفيات استخدموا المحلول الملحي، 4% استخدمو اليوريا، و 25% استتخدمو البروستاغلاندين. في نيجيريا عام 1998 عملت دراسة وضحت أن 5% من المستشفيات استخدمت المحلول الملحي للإجهاض.

## المضاعفات
الإجهاض بالتستيل أصبح شيئا من الماضي واستبدل بطرق أكثر أمانا وأقل في المضاعفات والوقت والجهد المبذولين.
المحلول الملحي يعد الأكثر أمانا من بين المحاليل المستخدمة للإجهاض بسبب أنه يتطلب جرعة واحدة تقريبا. البروستاغلاندين يعد سريع المفعول ولكن يتطلب حقنة ثانية وله أعراض جانبية مثل الغثيان، الإستفراغ والإسهال.
تعد عملية إجهاض بالتستيل أكثر خطورة ولها مضاعفات فورية ممكنة أكثر من عملية التوسيع والكشط. سجلت عملية التوسيع والتفريغ كعملية أكثر أمانا من الإجهاض بالتستيل. وجدت دراسة أن الخطر من المضاعفات المرتبطة بحقن اليوريا والبروستاغلانجين سويا في كيس الصاء أكثر بـ 1.9 مرات من عملية التوسيع والتفريغ.
معدلات الوفيات في الولايات المتحدة ما بين 1972 إلى 1981 كانت 9.6 لكل 100,000 عند استخدام الإجهاض بالتستيل. هذا بالمقارنة مع معدل 4.9 لكل 100,000 في عملية التوسيع والتفريغ و60 لكل 100,000 عند الإجهاض باستئصال الرحم.
هنالك حالتان مسجلة على الأقل نتج عنها ولادة أجنة حية.